# Mathias Hynes
Pour les articles homonymes, voir Hynes.

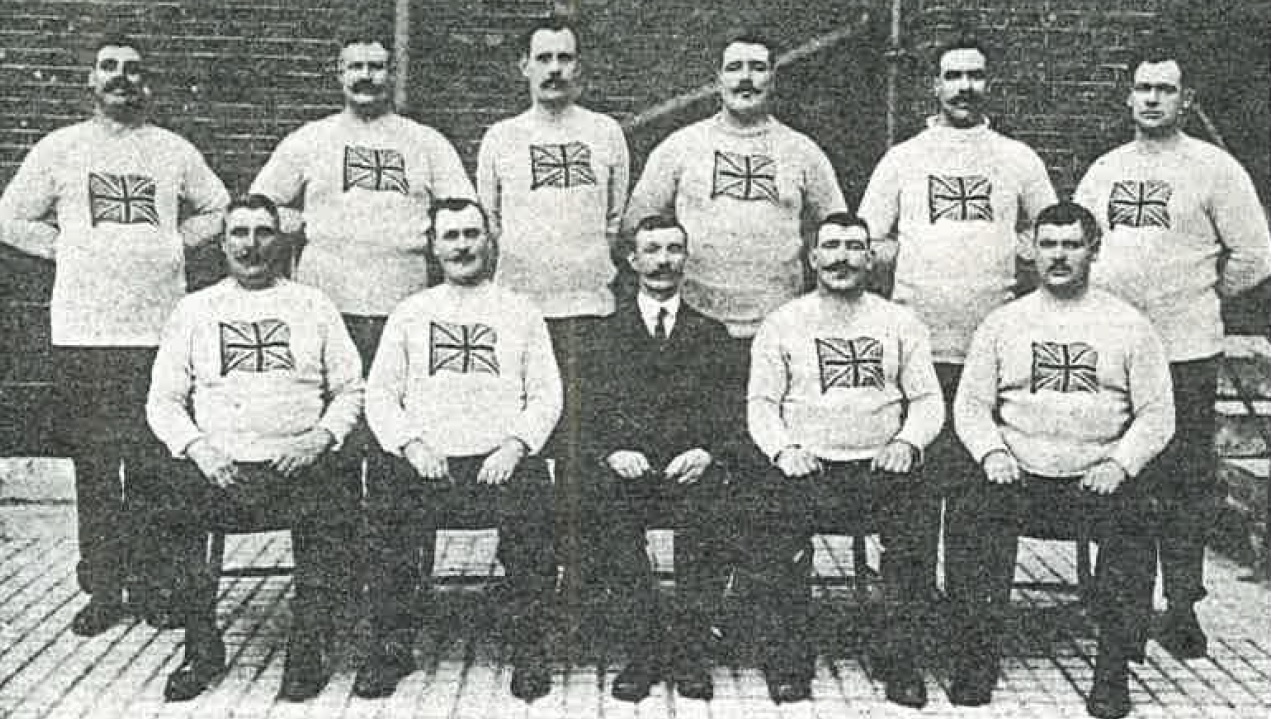

Mathias Hynes, né le 30 novembre 1870 à Lambeth et mort le 21 janvier 1926, fut un ancien tireur à la corde britannique. Il a participé aux Jeux olympiques d'été de 1912 et remporta une médaille d'argent avec l'équipe britannique "City of London Police".